# 康納·麥克萊倫
康納·麥克萊倫（Connor McLennan，1999年10月5日—）是蘇格蘭的一位職業足球運動員，在場上的位置是前鋒。他現在效力於蘇格蘭足球超級聯賽球隊阿伯丁足球俱樂部。他在8歲時就已經加入阿伯丁，並在16歲時成為職業球員。他在2016年4月22日首次代表阿伯丁成人隊出場。

## 外部連結
- 足球数据库：康納·麥克萊倫的球员统计数据